# Basananthe spinosa
Basananthe spinosa är en passionsblomsväxtart som beskrevs av De Wilde. Basananthe spinosa ingår i släktet Basananthe och familjen passionsblomsväxter. Inga underarter finns listade i Catalogue of Life.